# Elvia glaucata
Elvia glaucata är en fjärilsart som beskrevs av Walker 1862. Elvia glaucata ingår i släktet Elvia och familjen mätare. Inga underarter finns listade i Catalogue of Life.